# 29 километр (фильм)
29 киломе́тр — художественный кинофильм, первая российская независимая рок-драма, режиссёрский дебют Леонида Андронова Архивная копия от 26 августа 2018 на Wayback Machine. Премьера фильма состоялась 13 января 2012 года на фестивале «Старый Новый Рок» в Екатеринбурге.

## Сюжет
О четырёх друзьях Ярике, Кирилле, Игоре и Толе, которые 10 лет назад играли в своей первой рок-группе. Они сочиняли музыку и мечтали о славе. Но после первого же серьёзного выступления, обернувшегося провалом, группа распалась, их пути разошлись. Началась взрослая жизнь, а всё светлое, интересное и лучшее почему-то осталось в прошлом. Они уже и не друзья вовсе, каждый живёт своей жизнью. Но каждый год они собираются на даче Кирилла, их бывшего фронтмена, чтобы отпраздновать день рождения его жены Марины и вместе с тем годовщину распада группы. На даче, которая расположена на станции «29 километр» под Екатеринбургом. И каждый раз вместе с воспоминаниями всплывают старые конфликты, обнажается затаённая неприязнь к друг другу, что зачастую заканчивается руганью и мордобоем. Но на этот раз всё пойдёт иначе.
Действие фильма происходит в Екатеринбурге в середине 2000-х, хотя привязки к определённому времени нет. Флэшбеки воспоминаний главного героя можно отнести к середине или концу 1990-х годов.
 Слоган фильма — «Куда приводят мечты».

## Создание
Драматургия картины основана на реальных событиях, происходивших с автором, когда по молодости он сам играл с начинающими рок-группами.
 В 2007 году пьеса Л. Андронова «Монологи о карме успешности» заняла первое место на международном драматургическом конкурсе «Евразия», проводимом Н. Колядой. Это послужило толчком к кинопроекту по собственной пьесе «29 километр» о кризисе среднего возраста и разбитых мечтах.

Поверят ли мне, ведь большинство фраз и поступков — это мои собственные слова и дела. Их переживания, это мои переживания и переживания моих друзей. Это очень личный фильм.— Леонид Андронов. О том, как важно не застрять на «29 километре»
Работа над картиной длилась четыре с половиной года. Основные съёмки были завершены в апреле 2008-го. В фильме приняли участие шестеро профессиональных актёров екатеринбургского «Коляда-Театра», а также музыканты Андрей Карлышев, Павел Лопатин, Никита Тюфяков, Игорь Тетюев и Евгений Теслик, для которых съёмки стали первым опытом в игровом кино.

Несколько ключевых эпизодов доснимались во время январского фестиваля «Старый Новый Рок» 2008 года, проходившего во Дворце игровых видов спорта,. Во многих сценах фильма использована музыка малоизвестных екатеринбургских рок-команд Айфо, Бархат, Diatrema, Джон Глюк бэнд и других, существующих и распавшихся. Кроме того в фильме есть сочинения и известных исполнителей: легенда электронной музыки Moby дал право использовать в саундтреке фильма свою композицию Go Awry. Сотрудничество стало возможным благодаря проекту Moby по поддержке молодых и независимых фильммейкеров. Также звучат популярные российские группы Смысловые галлюцинации, Plazma и шесть песен Курары — проекта Олега Ягодина, снявшегося в роли Кирилла.
Задумав необычный ход для финальных титров, Л. Андронов призвал молодые рок-коллективы присылать свои групповые фотографии,. Результатом его отбора стал коллаж из выложенных друг за другом снимков, заснятых панорамой — такой концовкой удалось выйти на обобщение, тем самым реализовать идею посвящения фильма бывшим, настоящим и будущим рок-музыкантам.
Фильм — участник офф-программы VII международного театрального фестиваля современной драматургии «Коляда-Plays» 2013 (Екатеринбург).

## В ролях
- Евгений Чистяков — Ярик
- Максим Тарасов — Игорь
- Олег Ягодин — Кирилл
- Василина Маковцева — Лена
- Вера Цвиткис — Марина
- Светлана Якина — Дина
- Андрей Карлышев — Толя
- Сергей Патко — Саша
- Никита Тюфяков — молодой Кирилл
- Павел Лопатин — молодой Ярик
- Игорь Тетюев — молодой Игорь
- Евгений Теслик — молодой Толя

### В эпизодах
в порядке появления:
- Евгений Устинов — деловой партнёр
- Елена Гаврилова — секретарша
- Ксения Зверева — молодая Марина
- Александр Вольхин — хозяин репетиционной базы
- Евгений Деревянных — фотограф
- Анита — журналистка
- Яна Петрова — фотомодель № 1
- Светлана Горбулева — фотомодель № 2
- Станислав Белоглазов — профессиональный фотограф
- Инна Слукина — репортёр
- Идель Идрисов — оператор
- Татьяна Кожина — муза
- Борис Освянкин — знакомый
- Валерий Вильчинский — старый музыкант
- Владимир Шахрин — Владимир Шахрин
- Владимир Бегунов — Владимир Бегунов
- Михаил Козырев — Михаил Козырев
- Евгений Горенбург — Евгений Горенбург
- Михаил Борзыкин — Михаил Борзыкин
- Дмитрий Миляев — новый басист
- Владимир Чёрный — музыкант
- Анастасия Поневаж — бухгалтер
- Галина Патко — женщина на балконе
- Константин Ставицкий — работодатель
- Сергей Фёдоров — отец Кирилла
- Сергей Макаркин — офицер

## Съёмочная группа
- Автор сценария, режиссёр-постановщик — Леонид Андронов
- Операторы-постановщики — Юлай Нугуманов (флешбеки), Алексей Яковлев (наши дни)
- Художник-постановщик — Валерий Кукенков
- Звукорежиссёр — Марина Макеева
- Монтаж — Леонид Андронов
- Оператор — Алексей Дацкевич
- Художник — Алексей Пшенник

## Саундтрек
1. «Человек-паук» — ROTOFF (муз. и сл. Н. Ротов)
2. «Чванспа» — Метеоризмы (муз. и сл. Метеоризмы)
3. «29 километр» — Хофман и Евладов (муз. А. Боханцев)
4. «Всё хорошо» — One jilsy spllit (муз. и сл. One jilsy spllit)
5. «Марина» — Корпорация V (муз. и сл. Е. Борисенко)
6. «Саундтрек» — Москва-Луна (муз. Москва-Луна, сл. А. Мизгулин)
7. «Асила (апож версия)» — Курара (муз. Ю. Облеухов, сл. О. Ягодин)
8. «Алиса» — Курара (муз. Ю. Облеухов, сл. О. Ягодин)
9. «One life» — Plazma (муз. М. Постельный, Р. Черницын, сл. Р. Черницын)
10. «Воспоминание» — Юрий Буюклян (муз. Ю. Буюклян)
11. «Асила реприза» — Курара (муз. Ю. Облеухов)
12. «9 минут» — Джон Глюк бэнд (муз. Джон Глюк бэнд, сл. Е. Серебряков)
13. «Грани» — Evgen (муз. Е. Горшенин)
14. «Встретимся» — Antenna (муз. и сл. Н. Зейников)
15. «Balinda» — Mixer project (муз. и сл. Mixer project)
16. «Лето» — Лунный свет (муз. и сл. Лунный свет)
17. «О плаваниях» — Слава Чиканцев (муз. и сл. С. Чиканцев)
18. «Боязнь одиночества» — Айфо (муз. Айфо, сл. С. Тропин)
19. «Hidden track_Outro» — LEZWIELIZA (муз. Lezwieliza)
20. «Кохання моё» — Мохнатые ракеты (муз. и сл. А. Ляшко)
21. «Персидский тигр» — Курара (муз. Ю. Облеухов, сл. О. Ягодин)
22. «Головокружение» — Москва-Луна (муз. Москва-Луна, сл. А. Мизгулин)
23. «Forget her» — Шамиль Гайнетдинов (муз. Ш. Гайнетдинов)
24. «Прощай» — Контрудар (муз. и сл. Д. Слепов)
25. «Надежду оставляя» — Вандея (муз. О. Нестеров, сл. Л. Андронов)
26. «Нарисованный мир» — DIATREMA (муз. и сл. Diatrema)
27. «Глубина» — Москва-Луна (муз. Москва-Луна, сл. А. Мизгулин)
28. «Зима» — Курара (муз. Ю. Облеухов, сл. О. Ягодин)
29. «Мохнатая вечность» — Айфон (муз. Айфо, сл. С. Тропин)
30. «Go Awry» — Moby (муз. Moby)
31. «Мои фотографии» — Смысловые галлюцинации (муз. С. Бобунец, К. Лекомцев, сл. С. Бобунец)
32. «На память» — Курара (муз. Ю. Облеухов, сл. О. Ягодин)

## Оценки
Многие сходятся на том, что главное достоинство фильма — оригинальный саундтрек, объединивший рок-команды разной степени известности. Находящемуся внутри уральской рок-н-ролльной среды задолго до и во время работы на картиной режиссёру удалось в ней обозначить различие подходов и музыкальных стилей.

Перемежающиеся кадры выступления группы в кульминационном моменте своей короткой карьеры с основным ходом повествования — вот где на техническом уровне фильм выделяется. Кадры и саундтрек подобраны удачно, создавая повествование фильма, наполненного разнообразными идеями, многие из которых весьма оригинальны и выразительны.
— Фил Слэттер, UK Film Review 2017